# Jared Warth
Jared Michael Warth nació el 5 de septiembre, en Lubbock, Texas. Es conocido por ser el bajista de la banda post-hardcore Blessthefall .

## Biografía
Jared nació en Lubbock, Texas, el 5 de septiembre. Él ha sido miembro de blessthefall desde su comienzo en el 2004. Jared, junto con Matt Traynor y Mike Frisby, crearon la primera formación de Blessthefall, después llegó Craig Mabbitt como vocalista, un año más tarde llegaría el actual guitarrista principal, Eric Lambert, y juntos lograron grabar los primeros demos y su primer álbum de estudio, His Last Walk (2007).
En el año 2008, tras la partida de Craig Mabbitt, Jared quedó temporalmente como el vocalista de la banda y Aiden Loius, bajista para los conciertos. Tras medio año como vocalista, llegaría el nuevo vocalista, Beau Bokan, quien entró a la banda el 26 de septiembre, y grabaría su segundo álbum de estudio, Witness (2009).

## Discografía
- His Last Walk (2007)
- Witness (2009)
- Awakening (2011)
- Hollow Bodies (2013)
- To Those Left Behind (2015)

- Datos: Q5650833